# Pałac w Grudyni Wielkiej
Pałac w Grudyni Wielkiej – pałac o cechach neogotyckich wzniesiony w latach 1858–59 przez rodzinę von Reibnitz.
Pałac został zbudowany na wzniesieniu górującym nad resztą miejscowości i folwarkiem. Reibnitz (również Rybnitz) to nazwisko noszone przez stary śląski ród szlachecki. Pierwsza wzmianka o tym rodzie pojawiła się w 1288 roku. Pałac w Grudyni Wielkiej był w ich posiadaniu do 1945 roku, kiedy to został upaństwowiony i przekazany miejscowemu PGR. W pałacu znajdowała się dyrekcja Klucza Państwowych Gospodarstw Rolnych obejmującego majątki: Grudynia Wielka, Grudynia Mała, Jakubowice i Milice. W 1972 roku z połączenia tych czterech gospodarstw utworzono Państwowe Gospodarstwo Ogrodnicze. Jego powierzchnia wynosiła około 1000 ha.
W 2010 roku firma Adam Bukaczewski A& B Consulting rozpoczęła remont pałacu. W 2013 roku otwarto w nim hotel z restauracją. W 2017 roku zmienił właściciela. 